# Wilanów (gmina)
Wilanów – dawna gmina wiejska istniejąca w latach 1867–1951 w woj. warszawskim. Siedzibą gminy był Wilanów (obecnie część Warszawy).

## Historia
Gmina Wilanów powstała 13 stycznia 1867 roku w związku z reformą gminną w Królestwie Polskim. Należała do powiatu warszawskiego w guberni warszawskiej.
W 1909 roku do gminy Wilanów z gminy Mokotów włączono wsie Czerniaków, Szopy Polskie, Szopy Niemieckie i Siekierki, które jako obszary typowo wiejskie odbiegały znacznie od coraz bardziej zurbanizowanego Mokotowa.
1 kwietnia 1916, na mocy rozporządzenia generał-gubernatora Hansa Hartwiga von Beselera, z gminy Wilanów miały być wyłączone i włączone do Warszawy miejscowości Czerniaków i Siekierki. Rok później sprecyzowano dokładny przebieg granic Warszawy, w związku z czym obszar włączony do Warszawy opisano dokładniej, przy czym uległ on pewnym zmianom lokalnym. Ostatecznie do Warszawy włączono:
- folwark Siekierki, wieś Siekierki 1 i 2 oraz wieś Siekierki Małe,
- folwark i wieś Czerniaków,
- folwark i wieś Szopy Polskie (vel Nowy Sad),
- wieś i kolonie Szopy Niemieckie[8],
- a także niezabudowane tereny, na których później wybudowano osiedla Stegny i Sadyba oraz północną część Augustówki[9]

W okresie międzywojennym gmina Wilanów należała do powiatu warszawskiego w woj. warszawskim.
20 października 1933 gminę Wilanów podzielono na 18 gromad (skład gromad w nawiasie):
- Augustówka – Augustówka (w.),
- Dąbrówka – Dąbrówka (w.) i Dąbrówka (ceg.),
- Gorzkiewki – Gorzkiewki (w.) i Paluch (f.),
- Kabaty – Kabaty (w.) i Natolin (f.),
- Kępa Latoszkowa – Kępa Latoszkowa (w.) i Latoszki (w.),
- Kępa Zawodowska – Kępa Zawodowska (w.),
- Lisy – Lisy (w.),
- Moczydło – Moczydło (w.) i Moczydło (f.),
- Powsin – Powsin (w.), Powsin (f.) i Zamość (w.),
- Powsinek – Powsinek (w.) i Wilanów Poduchowny,
- Pyry – Pyry (w.), Pyry (leśn.), Kabaty (leśn.) i Olechów (leśn.),
- Służew – Służew (w.), Służew (f.), Służew Poduchowny (w.) i Potoki (w.),
- Służewiec – Służewiec (w.),
- Służewiec Nowy – Służewiec (parc.),
- Wilanów – Wilanów (w.) Wilanów (f.) i Marysinek (park),
- Wolica – Wolica (w.), Wolica (f.) i Ursynów (f.),
- Zawady – Zawady (w.), Bartyki (w.), Zawady (f.), Kępa Nadwilanowska (w.) i Kępa Nadwiślańska (w.),
- Zbarz – Zbarz (w.).

2 września 1938 do gminy Wilanów z gminy Falenty włączono część gruntów gromad Grabów i Imielin.
27 września 1938 z gminy Wilanów wyłączono obszar o ogólnej powierzchni około 1230 ha, zawarty pomiędzy dotychczasową granicą powiatu południowo-warszawskiego w m. st. Warszawie (opis granicy w przypisie) i włączono go do powiatu południowo-warszawskiego w Warszawie. W praktyce oznaczało to włączenie do Warszawy Służewa, Służewca i Ksawerowa.
1 kwietnia 1939 z gminy Wilanów wyłączono gromady Gorzkiewki i Zbarż, które weszły w skład nowo utworzonej gminy Okęcie.
Podczas II wojny światowej w Generalnym Gubernatorstwie, w dystrykcie warszawskim. Okupant włączył 1 marca 1943 Służewiec Nowy do gminy Okęcie, po czym gmina Wilanów składała się w 1943 roku z 13 gromad i liczyła 13,792 mieszkańców: Augustówka (482 mieszkańców), Dąbrówka (932), Kabaty (597), Kępa Latoszkowa (152), Kępa Zawadowska (198), Lisy (106), Moczydło (167), Powsin (1249), Powsinek (2274), Pyry (1064), Wilanów (5059), Wolica (701) i Zawady (811).
Po wojnie gmina zachowała przynależność administracyjną.
15 maja 1951 gmina Wilanów została zniesiona, a jej obszar włączony do Warszawy:
- Augustówka,
- Dąbrówka,
- Kabaty,
- Kępa Latoszkowa,
- Kępa Zawadowska,
- Lisy,
- Moczydło,
- Powsin,
- Powsinek,
- Pyry,
- Wilanów,
- Wolica,
- Zawady.

## Zmiany terytorialne
| Miejscowość        | 1867-01-13 | 1909-04-01 | 1916-04-01   | 1938-09-27   | 1939-04-01   | 1943-03-01   | 1951-05-15   |
| ------------------ | ---------- | ---------- | ------------ | ------------ | ------------ | ------------ | ------------ |
| Augustówka         | Wilanów    | Wilanów    | Wilanów      | Wilanów      | Wilanów      | Wilanów      | Warszawa (m) |
| Bartyki            | Wilanów    | Wilanów    | Wilanów      | Wilanów      | Wilanów      | Wilanów      | Warszawa (m) |
| Czerniaków         | Mokotów    | Wilanów    | Warszawa (m) | Warszawa (m) | Warszawa (m) | Warszawa (m) | Warszawa (m) |
| Dąbrówka           | Wilanów    | Wilanów    | Wilanów      | Wilanów      | Wilanów      | Wilanów      | Warszawa (m) |
| Gorzkiewki         | Wilanów    | Wilanów    | Wilanów      | Wilanów      | Okęcie       | Okęcie       | Warszawa (m) |
| Kabaty             | Wilanów    | Wilanów    | Wilanów      | Wilanów      | Wilanów      | Wilanów      | Warszawa (m) |
| Kępa Latoszkowa    | Wilanów    | Wilanów    | Wilanów      | Wilanów      | Wilanów      | Wilanów      | Warszawa (m) |
| Kępa Nadwilanowska | Wilanów    | Wilanów    | Wilanów      | Wilanów      | Wilanów      | Wilanów      | Warszawa (m) |
| Kępa Nadwiślańska  | Wilanów    | Wilanów    | Wilanów      | Wilanów      | Wilanów      | Wilanów      | Warszawa (m) |
| Kępa Zawodowska    | Wilanów    | Wilanów    | Wilanów      | Wilanów      | Wilanów      | Wilanów      | Warszawa (m) |
| Latoszki           | Wilanów    | Wilanów    | Wilanów      | Wilanów      | Wilanów      | Wilanów      | Warszawa (m) |
| Lisy               | Wilanów    | Wilanów    | Wilanów      | Wilanów      | Wilanów      | Wilanów      | Warszawa (m) |
| Moczydło           | Wilanów    | Wilanów    | Wilanów      | Wilanów      | Wilanów      | Wilanów      | Warszawa (m) |
| Natolin            | Wilanów    | Wilanów    | Wilanów      | Wilanów      | Wilanów      | Wilanów      | Warszawa (m) |
| Paluch             | Wilanów    | Wilanów    | Wilanów      | Wilanów      | Okęcie       | Okęcie       | Warszawa (m) |
| Potoki             | Wilanów    | Wilanów    | Wilanów      | Warszawa (m) | Warszawa (m) | Warszawa (m) | Warszawa (m) |
| Powsin             | Wilanów    | Wilanów    | Wilanów      | Wilanów      | Wilanów      | Wilanów      | Warszawa (m) |
| Powsinek           | Wilanów    | Wilanów    | Wilanów      | Wilanów      | Wilanów      | Wilanów      | Warszawa (m) |
| Pyry               | Wilanów    | Wilanów    | Wilanów      | Wilanów      | Wilanów      | Wilanów      | Warszawa (m) |
| Siekerki           | Mokotów    | Wilanów    | Warszawa (m) | Warszawa (m) | Warszawa (m) | Warszawa (m) | Warszawa (m) |
| Służew             | Wilanów    | Wilanów    | Wilanów      | Warszawa (m) | Warszawa (m) | Warszawa (m) | Warszawa (m) |
| Służewiec          | Wilanów    | Wilanów    | Wilanów      | Warszawa (m) | Warszawa (m) | Warszawa (m) | Warszawa (m) |
| Służewiec Nowy     | Wilanów    | Wilanów    | Wilanów      | Wilanów      | Wilanów      | Okęcie       | Warszawa (m) |
| Szopy              | Mokotów    | Wilanów    | Warszawa (m) | Warszawa (m) | Warszawa (m) | Warszawa (m) | Warszawa (m) |
| Ursynów            | Wilanów    | Wilanów    | Wilanów      | Wilanów      | Wilanów      | Wilanów      | Warszawa (m) |
| Wilanów            | Wilanów    | Wilanów    | Wilanów      | Wilanów      | Wilanów      | Wilanów      | Warszawa (m) |
| Wolica             | Wilanów    | Wilanów    | Wilanów      | Wilanów      | Wilanów      | Wilanów      | Warszawa (m) |
| Zamość             | Wilanów    | Wilanów    | Wilanów      | Wilanów      | Wilanów      | Wilanów      | Warszawa (m) |
| Zawady             | Wilanów    | Wilanów    | Wilanów      | Wilanów      | Wilanów      | Wilanów      | Warszawa (m) |
| Zbarż              | Wilanów    | Wilanów    | Wilanów      | Wilanów      | Okęcie       | Okęcie       | Warszawa (m) |